# Lago Abbe
El lago Abbe o lago Abhe Bad  es  lago salado endorreico de África Oriental   situado en  la frontera entre Etiopía y Yibuti.

## Geografía

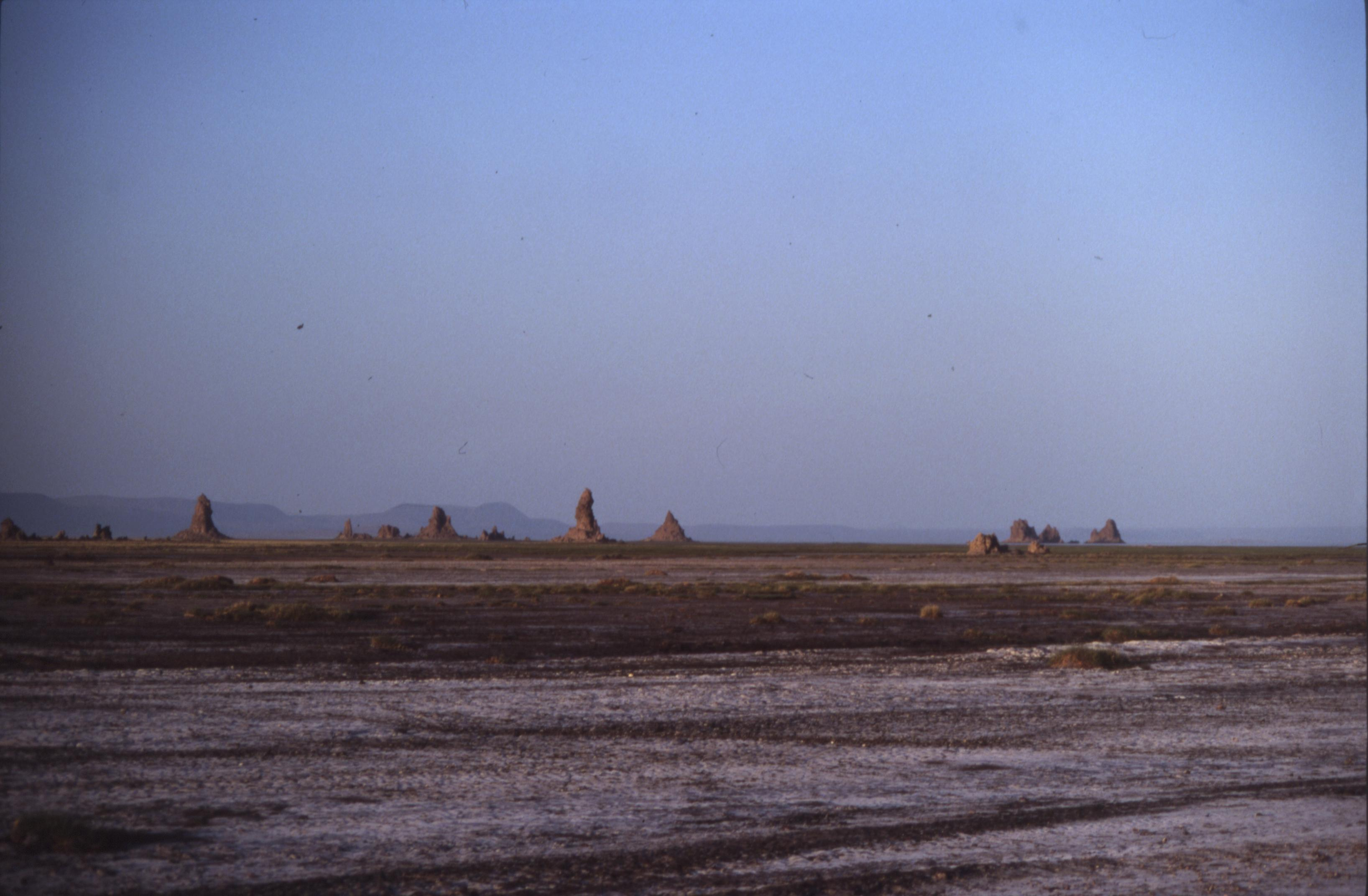
Orilla del lago Abbe con chimeneas de lodo.

El lago Abbe está situado en la depresión de Afar, en la frontera entre Etiopía al oeste y Yibuti al este. Recibe las aguas del río Awash pero al ser endorreico, no posee  ningún emisario y su nivel se mantiene por la evaporación de sus aguas saladas.
Está conectado a otros cinco lagos que son el lago Afambo, el lago Bario, el lago Gargori, el lago Gummare y el lago Laitali. De origen tectónico y situado en una fosa tectónica encuadrada por dos pilares tectónicos, el lago Abbe es relativamente poco profundo, con una profundidad media de 8,6 m. Su volumen de agua es de 3 millones de m³.
En las riberas del lago se agrupan colonias de flamencos rosados.

## Demografía
El pueblo de los afars viven en los alrededores del lago Abbe.

## Curiosidades
Las orillas del lago Abbe sirvieron de decorado natural de rodaje de la película El planeta de los simios.